# Gustirna
Gustirna falu Horvátországban Split-Dalmácia megyében. Közigazgatásilag Marinához tartozik.

## Fekvése
Split központjától légvonalban 27, közúton 44 km-re, Trogirtól 16 km-re nyugatra, községközpontjától 3 km-re északra, Dalmácia középső részén fekszik.

## Története
A falu neve ciszternát jelent, melyet egy ősi vízgyűjtőhelyről kaphatott. Az innen néhány kilométerre található Grota Sv. Jakova barlang leletei alapján itt már az őskorban is éltek emberek. Az ókorban illírek telepedtek meg itt, majd az i. e. 4. században a rómaiak hódították meg a térséget. A horvátok ősei a 7. században érkeztek erre vidékre, mely a 10. században már az ősi Drid zsupánsághoz tartozott. Ennek székhelye az innen néhány kilométerre délnyugatra fekvő 177 méter magas Veli vrh és az alacsonyabb Mali vrh hegyén volt. A dridi zsupánság a független horvát állam megszűnése után megszűnt. Ezután idővel a Šibenik és Trogir közötti terület e két város fennhatósága között oszlott meg és a határ a Stupin-öbölnél húzódott. Így a mai település területe Trogir város igazgatása alá került. A trogiri közösségnek már a magyar uralom idejében 13. században saját statutuma volt, mely alapján hatóságai működtek és törvénykeztek. Trogir 1420. június 22-től velencei uralom alá került és ezt követően már csak korlátozott autonómiával rendelkezett. A köztársaságot a velencei nemesség tagjai közül kinevezett kapitányok képviselték. A 15. század végén a török veszély hatására az itteni lakosságot a közeli Marina várába és a szigetekre menekítették. Közülük sokan időnként visszatértek a falubeli birtokaikra, hogy a földeket megműveljék. 1797-ben a Velencei Köztársaság megszűnésével a település Habsburg Birodalom része lett. 1806-ban Napóleon csapatai foglalták el és 1813-ig francia uralom alatt állt. Napóleon bukása után ismét Habsburg uralom következett, mely az első világháború végéig tartott. A településnek 1857-ben 585, 1910-ben 301 lakosa volt. Az I. világháború után rövid ideig az Olasz Királyság, ezután a Szerb-Horvát-Szlovén Királyság, majd Jugoszlávia része lett. A település lakossága 2011-ben 349 fő volt.

## Lakosság
| Lakosság változása | Lakosság változása | Lakosság változása | Lakosság változása | Lakosság változása | Lakosság változása | Lakosság változása | Lakosság változása | Lakosság változása | Lakosság változása | Lakosság változása | Lakosság változása | Lakosság változása | Lakosság változása | Lakosság változása | Lakosság változása |
| ------------------ | ------------------ | ------------------ | ------------------ | ------------------ | ------------------ | ------------------ | ------------------ | ------------------ | ------------------ | ------------------ | ------------------ | ------------------ | ------------------ | ------------------ | ------------------ |
| 1857               | 1869               | 1880               | 1890               | 1900               | 1910               | 1921               | 1931               | 1948               | 1953               | 1961               | 1971               | 1981               | 1991               | 2001               | 2011               |
| 585                | 0                  | 52                 | 268                | 264                | 301                | 0                  | 0                  | 514                | 404                | 495                | 399                | 755                | 694                | 370                | 349                |

(1869-ben, 1921-ben és 1931-ben lakosságát Marinához számították. 1981-ben és 1991-ben a lakosságszám Dograde és Najevi adataival együtt értendő.)

## Nevezetességei
- Páduai Szent Antal tiszteletére szentelt kápolnája az azonos nevű téren áll. Mindössze három hónap alatt épült fel. Felszentelését Jurica Petković plébános végezte koncelebrációs mise keretében 1998-ban a szent ünnepnapján, június 13-án. A felszentelés után a helyi gyerekek rögtönzött fesztivált tartottak, mely azóta ezen a napon hagyomány lett. A kápolna oltárán a szent kőből faragott, míves szobra látható. A kápolna építőanyaga is finoman megmunkált kő, harangtornya és órája is van.[5]
- Szent János apostol tiszteletére szentelt kápolnája a Gustirnáról Rastovacra menő út mellett, a Brig nevű településrészen áll. Közelében, egy olajfás részen levő halmon fakeresztet állítottak fel. A száraz technikával épített kápolnát 2008. december 27-én szentelték fel. Építtetője hálából a Nevešćanin család volt.[5]
- A Gyógyító Boldogasszony kápolnát Svetin Musinov építtette 2003-ban a saját háza előtt a Boldogasszony domborművével. Ezért Musinovi kápolnának is nevezik. Az építtető a saját fia és minden horvát ifjú egészségéért építtette a kápolnát.[5]
- A falu bejáratánál a helyiek egy nagy kőkeresztet állítottak rajta Antun Gustav Matoš horvát költő “Kip domovine” (A haza szobra) című versének idézetével. 2005-ben Szent Antal ünnepén szentelték fel az egész falu (a nők népviseletben) és meghívott vendégek jelenlétében. A kereszt előtt a horvát zászló lobog.[5]